# Transmission des phytovirus
La transmission des phytovirus est un processus biologique nécessaire à la survie des virus végétaux. Ceux-ci sont, comme tous les virus, des parasites intracellulaires obligés qui doivent pour survivre et se reproduire infecter des cellules végétales vivantes. Ils doivent donc pouvoir se transmettre entre des plantes-hôtes qui sont immobiles et pénétrer dans les cellules végétales protégées par des parois cellulaires cellulosiques rigides.
La dissémination des phytovirus se fait de deux manières : la transmission « verticale » entre une plante infectée et sa descendance, soit par les graines, soit par multiplication végétative, et la transmission « horizontale » entre une plante infectée et d'autres plantes-hôtes de la même espèce ou d'espèces différentes, soit, cas le plus général, par l'intermédiaire de vecteurs biologiques (insectes, nématodes, etc.), soit par l'activité humaine (greffage, utilisation d'outils contaminés, inoculation mécanique à titre expérimental).

## Caractéristiques propres au cas des phytovirus
Les caractéristiques structurales des cellules végétales, différentes de celles des cellules animales, ont entraîné des modes de transmission différenciés, permettant aux virus de passer d'une plante-hôte à une autre.
La principale différence réside dans la paroi cellulaire. Celle-ci, chez la cellule végétale, forme entre le milieu intracellulaire et l'environnement extracellulaire, une barrière résistante que le virus doit franchir. Ces différences, combinées avec le fait que les plantes sont immobiles, expliquent que les phytovirus s'appuient sur des vecteurs biologiques transportés par le vent et par le sol.
Les virus végétaux combinent divers modes de transmission, par les graines, par le  pollen et par des vecteurs biologiques d'une manière diverse et déroutante, dans laquelle il est difficile de discerner des tendances cohérentes. Certaines espèces de phytovirus n'ont pas de vecteur connu, d'autres semblent être transmises uniquement par des vecteurs, alors que la majorité combinent la transmission par les graines ou le pollen et la transmission par des vecteurs. Certaines souches d'une espèce virale peuvent être transmises de manière différente.

## Transmission horizontale

### Transmission par contact
Certains virus appartenant aux genres Tobamovirus et Potexvirus peuvent être transmis mécaniquement par simple contact entre les plantes, soit entre les feuilles, soit au niveau des racines. Les blessures indispensables pour permettre ce mode de transmission sont provoquées sur les feuilles par le vent ou par le passage de personnes dans les cultures, et sur les racines notamment par la croissance de certaines radicelles.

### Transmission par des vecteurs
Selon les cas, les vecteurs peuvent assurer une transmission multipliante, qui se traduit par une multiplication du virus par réplication dans les cellules du vecteur, ou non-multipliante, qui assure un simple transport du virus entre les plantes, sans réplication virale. Les vecteurs les plus courants sont des arthropodes (essentiellement des hémiptères piqueurs-suceurs de sève tels que pucerons, aleurodes, cochenilles, cicadelles, mais aussi des thrips et des coléoptères), des arachnides (acariens phytophages), des nématodes et quelques champignons.
Pour des raisons techniques, il est temporairement impossible d'afficher le graphique qui aurait dû être présenté ici.

Parmi les quelque 550 espèces de virus recensées comme étant disséminées par des vecteurs, plus de la moitié  (55 %) le sont par des pucerons, 11 % par des cicadelles, 11% par des coléoptères, 9 % par des aleurodes, 7 % par des nématodes, 5 % par des champignons (plasmodiophorides) et les 2 % restants par des thrips, des acariens, des miridés ou des cochenilles.

#### Insectes
Les insectes sont les principaux vecteurs de virus végétaux.
Ce sont en majorité des insectes piqueurs-suceurs qui appartiennent à l'ordre des Hémiptères (300 espèces) et secondairement à l'ordre des Thysanoptères (6 espèces).
D'autres espèces sont des insectes broyeurs appartenant à cinq ordres : Coléoptères (30 espèces), Orthoptères (10), Lépidoptères (4), Diptères (2) et Dermaptères (1).
Selon leur mode de transmission, défini notamment par les temps d'acquisition, de latence et de rétention par l'insecte vecteur, les virus peuvent être classés en quatre grandes catégories : virus non persistants, virus semi-persistants, virus circulants et virus multipliants.

#### Champignons
Une trentaine d'espèces de virus ou agents de type virus sont transmis aux plantes par des champignons telluriques. Ceux-ci sont des pseudo-champignons appartenant aux  Chytridiomycètes ou Chytrides (Olpidium brassicae et Olpidium bornovanus) et aux Plasmodiophoromycètes ou Plasmodiophorides (Polymyxa graminis, Polymyxa betae et Spongospora subterranea).
Ces cinq espèces sont des parasites obligatoires des racines des plantes et suivent un cycle de développement similaire. Les plasmodiophorides, désormais classés dans les protistes, survivent d'une culture à l'autre sous forme de spores au repos qui produisent des zoospores et infectent l'hôte.
Les Chytrides transmettent principalement les virus des genres Carmovirus, Necrovirus, Tombusvirus et Varicosavirus, caractérisés par leurs particules isométriques, et les Plasmodiophorides ceux des genres Benyvirus, Bymovirus, Furovirus, Pecluvirus et Pomovirus, à particules filamenteuses ou en bâtonnets,.

#### Nématodes
Cinq genres de nématodes sont connus pour transmettre des phytovirus aux plantes : Trichodorus et Paratrichodorus (famille des Trichodoridae), Xiphinema, Longidorus et Paralongidorus (famille des Longidoridae). Les deux premiers transmettent des Tobravirus (3 espèces décrites) et les trois derniers des Nepovirus, dont le nom dérive de Nematode-transmitted Polyhedral viruses (11 espèces concernées sur 31 décrites),,. Parmi les Nepovirus transmis par des nématodes Longidoridae, seul le virus des taches en anneaux du tabac (Tobacco ring spot virus, TRSV) est également transmis par des insectes, certaines espèces sont également transmises par le pollen.
Les relations entre phytovirus et nématodes sont en général très spécifiques, une souche virale étant transmise par une seule espèce de nématodes, mais il existe des exceptions. Ainsi plusieurs espèces de Nepovirus seraient transmises par plus d'une espèce de nématodes. Les virus transmis par des nématodes sont non-circulants et persistants, la période de rétention du virus dans le vecteur peut durer des mois ou des années chez les adultes (mais ils ne persistent pas après une mue).

#### Acariens
La transmission de phytovirus par des acariens est limitée à la famille des Eriophyidae chez laquelle 11 espèces, appartenant notamment aux genres Abacarus, Aceria, Cecidophyopsis, Phyllocoptes et Phytoptus, sont concernées (9 confirmées et 2 soupçonnées).
Les virus transmis par les Eriophyidés appartiennent aux genres Tritimovirus, Rymovirus et Poacevirus (famille des Potyviridae), Trichovirus (famille des Betaflexiviridae), Allexivirus (famille des Alphaflexiviridae), Nepovirus (famille des Secoviridae) et des virus à ARN à brin négatif du genre non attribué Emaravirus.
Ces vecteurs de virus végétaux sont souvent négligés du fait que les symptômes d'une infection virale peuvent être confondus avec ceux résultant des dégâts directs dus aux acariens phytophages eux-mêmes.

### Transmission par le pollen
La transmission des virus par le pollen  peut constituer une forme indirecte de transmission verticale, c'est-à-dire transmission d'une plante donneuse infectée à la descendance d'une plante réceptrice saine, mais également une forme de transmission horizontale directe.
Au moins 45 espèces de phytovirus, appartenant à 16 genres, et cinq espèces de viroïdes, ont été reconnus comme pouvant être transmis par le pollen. Ces virus appartiennent notamment aux genres Ilarvirus, Nepovirus, Sobemovirus, Idaeovirus, Potyvirus.

### Intervention humaine
En outre, l'intervention humaine, y compris la greffe et les lésions mécaniques expérimentales, en endommageant physiquement la paroi cellulaire, contribue à la palette des voies de transmission de certains virus. En fait, ils dépendent toujours de l'existence d'une brèche physique, qu'elle soit provoquée naturellement, par le vent, ou par les organismes vecteurs lorsqu'ils se nourrissent aux dépens de la plante, ou bien par l'intervention humaine.

## Transmission verticale

### Transmission par les graines
La transmission des virus par les graines est relativement rare. Elle concerne une centaine d'espèces de virus, soit environ 10 % des virus connus. Elle se rencontre principalement dans les genres Potyvirus, Nepovirus, Ilarvirus, et Comovirus. En outre, les 3 genres de Partitiviridae qui affectent les plantes (Alphapartitivirus, Betapartitivirus et  Deltapartitivirus) n'ont aucun vecteur connu et leur transmission se fait exclusivement par les graines.
La transmission par les graines est une des principales formes de dissémination des phytovirus à longue distance. Elle fournit une source locale initiale d'inoculum pour la propagation par des vecteurs biologiques et  permet par transmission verticale, la survie du virus à des périodes où les populations de vecteurs s'effondrent ou disparaissent localement.

### Transmission par multiplication végétative
Chez les plantes les infections virales se répandent généralement dans tous l'organisme, si bien que lorsqu'une plante est infectée tous les organes le sont, et en particulier ceux utilisés pour la multiplication végétative : boutures, bulbes, tubercules, greffons. La multiplication végétative est la règle pour certaines  cultures, comme la pomme de terre (tubercules), la tulipe (bulbes) ou les arbres fruitiers (greffe), ce qui entraîne une accumulation des virus au fil des générations, donnant des plantes malades et improductives, souffrant de maladies qualifiées de « dégénérescence » (cf. dégénérescence de la pomme de terre).